# Automolis postrosea
Automolis postrosea là một loài bướm đêm thuộc phân họ Arctiinae, họ Erebidae.